# 小芝風花
小芝 風花（こしば ふうか、1997年4月16日 - ）は日本の女優。大阪府堺市堺区出身。トップコート所属。

## 略歴
本名同じ。松山千春のヒット曲「大空と大地の中で」歌詞を参考にして母親が「風花」と命名。小学3年生から中学2年までの5年間、フィギュアスケートで冬季オリンピックを目指しバッジテスト7級も取得、全国有望新人発掘合宿にも参加するなど選手活動に打ち込んでいた。当時憧れの選手は鈴木明子。
2011年、『イオン×オスカープロモーション ガールズオーディション2011』でグランプリ。2012年、『息もできない夏』（フジテレビ）で女優デビュー。2013年、『スケート靴の約束』（テレビ東京系列）出演。2014年、初主演映画『魔女の宅急便』でスクリーンデビュー。同作で第57回ブルーリボン賞・新人賞、および第24回日本映画批評家大賞・新人女優賞を受賞。
2015年、『Dステ 17th「夕陽伝」』のヒロイン・陽向役で初舞台。2016年、『あさが来た』（NHK 連続テレビ小説）第102回よりヒロインの娘・千代役で出演。2017年、『マッサージ探偵ジョー』（テレビ東京）で連続ドラマ初ヒロイン。『ふたりのキャンバス』（NHK ヒロシマ8.6ドラマ）でドラマ初主演。2018年、ディズニー実写映画『くるみ割り人形と秘密の王国』の主人公吹替で声優デビュー。
2019年、『トクサツガガガ』（NHK ドラマ10）で連続ドラマ初主演。『歪んだ波紋』（プレミアムドラマ）でヒロイン。『パラレル東京』（NHKスペシャル シリーズ 体感 首都直下地震）で主演。2020年、『妖怪シェアハウス』（テレビ朝日）で民放連ドラ初主演。2021年、『彼女はキレイだった』（フジテレビ）で、第109回ザテレビジョンドラマアカデミー賞・主演女優賞を受賞。
2023年、『波よ聞いてくれ』（テレビ朝日）で主演。『あきない世傳 金と銀』（髙田郁原作、NHK BS時代劇）で時代劇初主演。2024年、エランドール賞新人賞。12月27日、年内でオスカープロモーションを退所し、翌年からはトップコートに移籍することを発表。2025年、『べらぼう～蔦重栄華乃夢噺～』（NHK）で大河ドラマ初出演。

## 人物

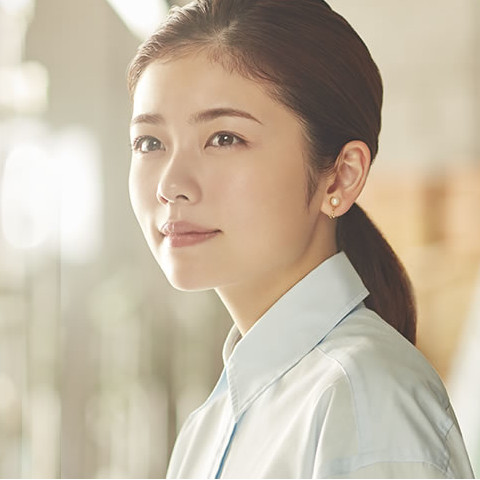
「第49回衆議院議員総選挙における選挙啓発」ポスター（2021年）

- 選手時代から支えてくれる母からもらった言葉「夢に向かって努力すること、夢をあきらめないこと、成功した自分を想像すること」を座右の銘にしている[注 12] 。
- 自身の強みを「普通でなじみやすいところかな」といい、「私は欲張りで、いろんな役を演じたいと思うタイプ。『もっと成長したい』という欲が、仕事を続ける理由」と分析[47][15][注 13]。好きな女優は満島ひかり、安藤サクラ、寺島しのぶ、蒼井優[49][注 14]。
- 交流がある芸能人は、高校時代から仲良しで毎年初詣にも一緒に行くという森高愛[51][注 15]。趣味は編み物、ストレス発散法は甲斐よしひろから贈られたギターを弾くこと[61][62]。愛犬の名は小太郎、キャバリア・キング・チャールズ・スパニエルのオスである[63][64]。

## エピソード
映画
『魔女の宅急便』で映画デビュー。ホウキにまたがり飛行するシーンは、最高20mもの高さで特撮により行われたが、「フィギュアスケートをやっていた経験が活かされました」「集中力はすごくあると思います。それと、事あるごとに褒めてもらえるのは体幹」ワイヤーアクションも「すぐにできてアクション指導の方に褒めてもらえました」などと語る。原作者の角野栄子は、「風花さんに会って、ひとみの中に強い意志と何か憂いがひそんでいるのを見たとき、この人からどんなキキが生まれてくるかと、心がときめきました」とロケ地となった小豆島の取材会でコメント。
舞台
初舞台の『夕陽伝』では、Dステシリーズ最大という見どころである殺陣・アクションだけでなく、18歳で初めてのキスシーンも演じ、鬼気迫る狂気の演技でも評価を得た。小芝の起用理由について、総合プロデューサーの渡辺ミキは、女性としての強さと純真な少女らしさを合わせ持つ魅力的な陽向という役に相応しい「日本女性の美点を持ち合わせている」とコメント。
2度目の舞台は日本初演となる『オーランドー』。ミステリアスな立ち振舞いで主人公のオーランドー（演:多部未華子）を誘惑し、振り回すロシアの姫君・サーシャ役を演じる。演出の白井晃は「スケートで鍛えられていたから、身体を使った表現の経験値が積み重ねられていました。それがこの舞台で開花したんだと思います」と評価。多部や小日向文世ら共演者からも妹のように可愛がられ、「色々アドバイスも貰っていたようです。とても素直だけど、芯の強さを感じました」とコメント。
ドラマ
『あさが来た』のヒロインオーディションでは、年齢が足りず最終選考で落選（出演当時:18歳）。代わりに、ヒロインあさの一人娘・千代役を演じることになる。選考にあたった脚本家の大森美香によると、「本当に大阪の豪商の生まれじゃないかと思える」ぐらいに抜群の印象を持っていた。この起用が、小芝の役柄の幅を広げる転機となり、自身も「出演して以降、2度目、3度目と声をかけてくれる方が増えて。それが自信の積み重ねになりました」と語る。
『マッサージ探偵ジョー』では、くせ者俳優たちの自由演技に瞬時に対応しながら、物語をハイテンションでグイグイ引っ張り、コメディ初挑戦ながら強い存在感を示した小芝を、監督の根本和政も高く評価。共演の小澤征悦は「全ては小芝さんがコントロールしていた」「総監督みたいなものですね」と語り、小芝自身も本作を心から芝居を楽しめるようになった作品として挙げる。
『トクサツガガガ』では、コメディエンヌとしての才能を発揮し、思い切りのいい演技でドラマをけん引する一方、シリアスなシーンでの抜群の演技力と共演者に光をあてる“受けの芝居”が見受けられた。制作統括の吉永証は、本人の持っている「嫌味のない感じ」「人柄の良さ」「素直さ」が、誰からも愛され、かつ「原作上のヒロインの『筋の通し方』に通じる雰囲気があったこと」などもオファーの決め手だったと述べ、「小芝さんなしでは、この作品は今の形にならなかった、本当に感謝しています。」と語る。
『美食探偵 明智五郎』では、異例の演出が行われ、黒幕を背景に明智五郎（中村倫也）と小林苺（小芝風花）が距離をとり、向かいあわせにテーブルに座る形となった。小芝も「二人の間の距離が、手を伸ばしても届かない、心の距離を表しているようでした。撮影前は不安でしたが、『よかった』というご意見もいただけてうれしい」と語る通り、感情がダイレクトに伝わるこの演出に「＃美食探偵」がTwitterのトレンド1位になった。
『モコミ〜彼女ちょっとヘンだけど〜』では、デリケートな感覚の主人公を好演、「せりふが少なく、表情の細かい変化を丁寧に表現しなければならず、今まで演じたことがない繊細な役で難しかったです」と振り返る。そんな小芝について、本作の脚本で第39回向田邦子賞を受賞した橋部敦子は、「正解がない難しい台本。小芝さんを信頼し、感覚にゆだねた。繊細な感覚が画面越しに伝わってきて、すごい女優さんだと思った」とコメント。
『彼女はキレイだった』では、初めてラブコメものの連ドラヒロインを務め、“ダサい”設定のヒロインを丁寧に好演。共演の本多力と紙谷楓監督は、ライブ配信した対談で「受けの芝居がむちゃくちゃ上手い」「相手の芝居に対してちゃんと返してくれる」などと、瞬時に演技プランを切り替えられる小芝の瞬発力を評している。出演を終えた小芝は「次は大人な恋愛もののドラマとかもやってみたい」とコメント。
『波よ聞いてくれ』では、滑舌の良さとマシンガントーク、頭の回転の速さと独特のユーモアセンスの主人公を好演。これまでのパブリックイメージを変える大きな挑戦に、小芝自身もターニングポイントとなった大切な作品として挙げる。共演の北村一輝は完璧にセリフを覚えてきた小芝に驚き、さらに「空いている時間の現場での姿勢。スタッフに愛されるというか、やっぱり気遣いもできてて、本当にいい女優だなと、僕も勉強になりました」と撮影の裏側のエピソードも明かす。
CM
井田ラボラトリーズが「CANMAKE」誕生35周年を記念して掲げたブランドメッセージを表現するイメージモデルに就任し、以後毎季リリースされるCMに出演。また、日本コカ・コーラの新商品「やかんの麦茶」のイメージキャラクター麦茶屋の店主役に起用されヒット商品に。「紅茶花伝」ブランド誕生30周年を機にブランドアンバサダーにも起用される。そして「2021年～2022年の年末年始TV-CMタレントランキング」の放送回数で女性タレント1位。2023年5月調査の『タレントパワーランキング』女性タレント部門では、パワースコア急上昇ランキング第1位に。

## 受賞歴
2011年
- イオン×オスカープロモーション ガールズオーディション2011・グランプリ

2015年
- 第57回 ブルーリボン賞・新人賞（『魔女の宅急便』）
- 第24回 日本映画批評家大賞・新人女優賞（『魔女の宅急便』） 

2016年
- 第13回 COTTON USA AWARD・Miss COTTON USA

2021年
- 第109回 ザテレビジョンドラマアカデミー賞・主演女優賞（『彼女はキレイだった』）

2024年
- エランドール賞「新人賞（TVガイド賞）」

## 出演

### テレビドラマ
- 息もできない夏（2012年7月10日 - 9月18日、フジテレビ） - 谷崎麻央 役[103]
- 大岡越前 第1期 第3話（2013年4月13日、NHK BSプレミアム） - おとみ 役[104]
- ドクターX〜外科医・大門未知子〜 第2期 第5話（2013年11月14日、テレビ朝日） - 五味かおり 役[105]
- スケート靴の約束〜名古屋女子フィギュア物語〜（2013年12月25日、テレビ愛知・テレビ東京系） - 水元葉子 役[18]
- 緊急取調室 FIRST SEASON 第2話（2014年1月16日、テレビ朝日） - 杉田はるか 役[106]
- GTO（2014年7月8日 - 9月16日、関西テレビ・フジテレビ） - 成瀬つぐみ 役[107]
- 大江戸捜査網2015〜隠密同心、悪を斬る!（2015年1月2日、テレビ東京） - 御台所・近衛寔子 役[108]
- セカンド・ラブ（2015年2月6日 - 3月20日、テレビ朝日） - 竹内そら 役[109]
- 水戸黄門 スペシャル（2015年6月29日、TBSテレビ） - お花 役[110]
- HEAT（2015年7月7日 - 9月1日、関西テレビ・フジテレビ） - 渡会いずみ 役[111]
- 昔話法廷 第1回「三匹のこぶた」裁判（2015年8月10日、NHK Eテレ） - 裁判員・広瀬千明 役[112]
- サイレーン 刑事×彼女×完全悪女 第2話（2015年10月27日、関西テレビ・フジテレビ）[113]
- 連続テレビ小説 あさが来た（2016年1月30日 - 4月2日、NHK） - 白岡千代 役[23]
- 早子先生、結婚するって本当ですか?（2016年4月21日 - 6月16日、フジテレビ） - 秋川莉々 役[114]
- 下剋上受験（2017年1月13日 - 3月17日、TBSテレビ） - 小山みどり 役[115]
- 大阪環状線 ひと駅ごとの愛物語 - Part2 - 第5話（2017年2月14日、関西テレビ） - 聡美 役 [116]
- マッサージ探偵ジョー（2017年4月8日 - 7月1日、Amazon prime video・テレビ東京） - ヒロイン・亜久里葉子（アグリ） 役[117]
- ふたりのキャンバス（2017年8月1日、中国地方 / 8月5日、NHK総合） - 主演・柳井里保 役[25]
- 伝七捕物帳2（2017年8月4日 - 9月22日、NHK BSプレミアム） - 小夏 役[118]
- 女子的生活（2018年1月5日 - 26日、NHK総合） - ゆい 役[119]
- 新・ミナミの帝王（関西テレビ） - 矢倉紅 役[120]
  - 第15作「ニンベンの女」（2018年1月13日）[120]
  - 第16作「過去からの罠」（2019年1月5日）[121]
  - 第17作「親の心子知らず、子の心親知らず」（2019年1月14日）[121]
  - 第18作「バイトテロの誘惑」（2020年1月13日）[121]
  - 第19作「失われた絆」（2020年1月18日）[121]
- そろばん侍 風の市兵衛（2018年6月16日 - 30日、NHK総合） - 第2部「雷神」ヒロイン・お絹 役[122]
- 夕凪の街 桜の国 2018（2018年8月6日、NHK総合） - 太田京花 役[123]
- トクサツガガガ（2019年1月18日 - 3月1日、NHK総合） - 主演・仲村叶 役[124]
- 恋と就活のダンパ（2019年4月27日、NHK BSプレミアム） - ヒロイン・高槻愛海 役[125]
- ラッパーに噛まれたらラッパーになるドラマ（2019年7月12日・13日、テレビ朝日） - 主演・稲穂みのり 役[126]
- べしゃり暮らし（2019年7月27日 - 9月14日、テレビ朝日） - ヒロイン・鳥谷静代 役[127]
- 歪んだ波紋（2019年11月3日 - 12月22日、NHK BSプレミアム） - ヒロイン・森本敦子 役[128]
- NHKスペシャル シリーズ 体感 首都直下地震 DAY1 - DAY4 パラレル東京（2019年12月2日 - 5日、NHK総合） - 主演・倉石美香 役[129]
  - 体感再び 首都直下地震（2021年3月22日）[注 21][130]
- 美食探偵 明智五郎（2020年4月12日 - 6月28日、日本テレビ） - ヒロイン・小林苺 役[35]
- 妖怪シェアハウス（2020年8月1日 - 9月19日、テレビ朝日） - 主演・目黒澪 役[131]
  - 妖怪シェアハウス-帰ってきたん怪-（2022年4月9日 - 6月4日）[132]
- 書類を男にしただけで（2020年10月11日、TBSテレビ） - 主演・箕輪祐希 役[133]
- モコミ〜彼女ちょっとヘンだけど〜（2021年1月23日 - 4月3日、テレビ朝日） - 主演・清水萌子美 役[134]
- 超速パラヒーロー ガンディーン（2021年6月26日 - 7月10日、NHK総合） - ヒロイン・深井京 役[135]
- 彼女はキレイだった（2021年7月6日 - 9月14日、関西テレビ・フジテレビ） - 主演・佐藤愛 役（中島健人とW主演）[136]
- この花咲くや（2022年3月16日、NHK BSプレミアム / 4月29日、NHK鹿児島放送局 / 7月30日、NHK総合） - 主演・坂元知花 役[137]
- 事件は、その周りで起きている（2022年8月1日 - 4日、NHK総合） - 主演・真野一花 役[138]
  - 事件は、その周りで起きている シリーズ2（2024年9月30日 - 10月3日）[139]
- 霊媒探偵・城塚翡翠（2022年10月16日 - 11月13日、日本テレビ） - 千和崎真 役[140]
  - invert 城塚翡翠 倒叙集（2022年11月20日 - 12月25日）[141][142]
- 天使の耳〜交通警察の夜（2023年3月20日、NHK BS4K / 6月10日・17日、NHK BSプレミアム / 2024年4月2日 - 23日、NHK総合） - 主演・陣内瞬 役[143][144]
- 波よ聞いてくれ（2023年4月21日 - 6月9日、テレビ朝日） - 主演・鼓田ミナレ、シセル光明 役[145]
- 転職の魔王様（2023年7月17日 - 9月25日、フジテレビ） - ヒロイン・未谷千晴 役[146][147]
- フェルマーの料理（2023年10月20日 - 12月22日、TBSテレビ） - ヒロイン・赤松蘭菜 役[148]
- あきない世傳 金と銀（2023年12月8日 - 2024年2月2日、NHK BS・NHK BSプレミアム4K） - 主演・幸 役[149][150]
  - あきない世傳 金と銀2（2025年4月6日 - 5月25日）[151][152]
  - あきない世傳 金と銀3（2026年春〈予定〉 - ）[153]
- 大奥（2024年1月18日 - 3月28日、フジテレビ） - 主演・五十宮倫子 役[154][155]
- GO HOME〜警視庁身元不明人相談室〜（2024年7月13日 - 9月28日、日本テレビ） - 主演・三田桜 役[156][157]
- 大河ドラマ べらぼう〜蔦重栄華乃夢噺〜（2025年1月5日 - 、NHK） - 花の井（五代目瀬川） 役[158]
- 19番目のカルテ（2025年7月13日 - 、TBS） - 滝野みずき 役[159]

#### 再現ドラマ／コント
- 崖っぷちの淵子!（2018年8月25日、NHK総合） - ドラマパート・君島光 役[160][161]
- 〜両親ラブストーリー〜オヤコイ （2018年9月27日、読売テレビ・日本テレビ） - ドラマパート・つるの剛士 の母 役[162][163]
- 欽ちゃんのアドリブで笑（ショー）（2020年2月9日、NHK BSプレミアム）[164]
- 痛快TV スカッとジャパン（2021年9月13日、フジテレビ） - ドラマパート[165]
- LIFE!  冬1 （2021年12月21日、NHK総合）[166]
  - 春夏秋冬（2022年3月21日）[167]
- THE突破ファイル（2024年7月11日、日本テレビ） - ドラマパート[168]

### 映画
- 魔女の宅急便（2014年3月1日、清水崇監督、東映） - 主演・キキ 役[169]
- ガールズ・ステップ（2015年9月12日、川村泰祐監督、東映） - 片瀬愛海 役[170]
- Tokyo Cinema Ensemble 2016『東京未来日記』（2016年5月24日、監督はゴン・キム <韓国>ほか、 ショートショート フィルムフェスティバル & アジア）[171]
- 天使のいる図書館（2017年2月18日、ウエダアツシ監督、ユナイテッドエンタテインメント） - 主演・吉井さくら 役[172]
- 文福茶釜（2018年10月20日、大畑拓也監督、KATSU-do） - ヒロイン・川島涼香 役[173]
- 妖怪シェアハウス-白馬の王子様じゃないん怪-（2022年6月17日、豊島圭介監督、東映） - 主演・目黒澪 役[174]
- 貞子DX（2022年10月28日、木村ひさし監督、KADOKAWA） - 主演・一条文華 役[175]
- レディ加賀（2024年2月9日、雑賀俊朗監督、アークエンタテインメント） - 主演・樋口由香 役[176][177]

#### 吹き替え
- くるみ割り人形と秘密の王国（2018年11月30日、ラッセ・ハルストレム監督・ジョー・ジョンストン監督、ウォルト・ディズニー・スタジオ・モーション・ピクチャーズ） - 主演・クララ 役〈マッケンジー・フォイ〉[26]
- ツイスターズ（2024年8月1日、リー・アイザック・チョン監督、ワーナー・ブラザース映画） - 主演・ケイト 役〈デイジー・エドガー＝ジョーンズ〉[178]
- ロード・オブ・ザ・リング/ローハンの戦い（2024年12月27日、神山健治監督、ワーナー・ブラザース映画） - 主演・王女ヘラ 役〈ガイア・ワイス〉[179]

### Web配信
- TUNAガール（2019年3月28日 -、ひかりTV・大阪チャンネル / 9月28日 -、Netflix） - 主演・高山美波 役[180][181][182]
- 私の夫と結婚して（2025年6月27日 - 、Amazon Prime Video）- 主演・神戸美紗 役（佐藤健とダブル主演）[183]

### 舞台
- Dステ 17th「夕陽伝」（演出：岡村俊一、ワタナベエンターテインメント） - ヒロイン・陽向 役[22]
  - 東京公演（2015年10月21日 - 11月1日、サンシャイン劇場）
  - 大阪公演（2015年11月21日 - 22日、森ノ宮ピロティホール）
- オーランドー（演出：白井晃、KAAT×PARCOプロデュース） - サーシャ姫 役[73]
  - KAAT公演（2017年9月23日 - 10月9日、神奈川芸術劇場）
  - 松本公演（2017年10月18日、まつもと市民芸術館）
  - 兵庫公演（2017年10月21日 - 22日、兵庫県立芸術文化センター）
  - 東京公演（2017年10月26日 - 29日、新国立劇場）
- 坂元裕二 朗読劇2021「忘れえぬ 忘れえぬ」、「初恋」と「不倫」（作・演出：坂元裕二）[184][注 22]
  - 東京公演（2021年4月22日、よみうり大手町ホール）

### ラジオドラマ
- FMシアター　唄娘（2017年3月4日、NHK-FM） - 主演・君丈みさと 役[185]
- 青春アドベンチャー　王妃の帰還（2018年4月2日 - 13日、NHK-FM） - 主演・前原範子 役[186]
- FMシアター　ステップを聴かせて（2018年9月29日、NHK-FM） - ブラインドランナー あゆみ 役[187]
- パンサー向井の＃ふらっと　やかんの麦茶、冷えてるよ～（2022年4月11日 - 5月5日、TBSラジオ） - 主演・麦茶屋店主 役[188]

### オーディオブック
- 永遠の0（2016年8月15日 - 、FeBe） - 大石松乃 役[189]

### 朗読
- 100分de名著 for ティーンズ（2018年8月度、NHK Eテレ）[190][191][192]
- ネコメンタリー　猫も、杓子も。「こざき亜衣とズンズク」（2022年8月24日、NHK Eテレ）[193]

## その他の出演

### ラジオ番組
- 小芝風花のcolorful morning!（2014年10月4日 - 2016年6月25日、文化放送）
- SCHOOL OF LOCK!「小芝風花のGIRLS LOCKS!」（2015年4月6日 - 2016年9月8日、TOKYO FM） - 第1週目パーソナリティ
- 小芝風花 Slow Wind（2019年2月17日、ニッポン放送）[194]
- おしゃべりな古典教室（2020年4月2日 - 2022年1月21日、NHKラジオ第2放送）[195]
- こどもに読んでもらいたい本を声に出して読んでみた（2021年5月5日、ニッポン放送） - ナビゲーター・朗読[196]
- アナウンサー百年百話「災害報道」（2022年6月度 、NHKラジオ第2放送）[197]

### テレビ番組

#### MC
- オスカル!はなきんリサーチ（2019年1月12日 - 2020年9月19日、テレビ朝日） - 進行担当[198]
- 松岡修造＆小芝風花の高校生はCANDOだ！（2020年11月14日、テレビ朝日）[199]
- めざましテレビ（2021年9月7日・14日・21日、フジテレビ） - マンスリーエンタメプレゼンター[200]
- 里帰り代行します!（TBS、2021年9月26日）[201]
- フェルメールと17世紀オランダ絵画展開催記念「小芝風花が解くフェルメールの封印」（2022年2月12日、フジテレビ / 4月23日、北海道文化放送）[202]
- ナイナイ小芝がドッキリ脚本でお悩み解決 ウチの子ファンタジー（2023年1月3日、関西テレビ・フジテレビ系列）[203]
- 謎解き日本一決定戦X 2023（2023年3月26日、毎日放送・TBS系列）[204]

#### ナビゲーター
- にっぽん紀行 「春 橋が架かる島で〜愛媛 九島〜」（2016年4月23日、NHK総合） - 案内人[205]
- 2017夏 東北再発見！生まれ変わる アートの旅（2017年8月7日 - 8日、NHK総合） - 旅人[206]
- 10代の君へ　アニメーションで伝える　ヒバクシャからの手紙（2018年8月7日、NHK総合〈NHK広島放送局制作〉） - 案内人[207]
- イッピン「華麗にして繊細～東京 ガラスの器～」（2019年3月5日、NHK BSプレミアム） - リポーター[208]
- 「青 金 緑　平山郁夫 色彩と人生」（2020年1月1日、NHK広島 / 1月3日、NHK BS8K / 1月13日、NHK総合〈NHK広島放送局制作〉）[209][210]
- 真実のフェルメール ～奇跡の一枚～（2022年7月30日、関西テレビ）[211]

#### ナレーション
- フィギュアスケート本田4兄妹「わたしたちのレベル4」〜シーズンIII〜（2017年3月18日、フジテレビ） [212]
- ETV特集 「キミのこと聞かせてよ〜木原雅子さんの出張授業〜」（2017年7月8日、NHK Eテレ）[213]
- トコトコトラム（NHK BSプレミアム）[214]
  - 「熊本市電 」（2019年3月25日 - 29日）
  - 「万葉線 （富山県）」（2019年7月22日 - 26日）
  - 「松山市内線 」（2019年8月12日 - 16日）
  - 「札幌市電」（2023年3月13日 - 17日）
- 京都の大宇宙 東寺（2019年3月31日、NHK BS8K / 5月2日、NHK総合） [215][216]
- ひとモノガタリ「“がんになって良かった”と言いたい〜京大生のSNS闘病記〜」（2019年9月16日、NHK総合）[217]
- 目撃!にっぽん（NHK総合）
  - 「りなの看取（みと）り 〜命に向き合う若者たち〜」（2020年3月1日、NHK総合）[218]
  - 「19歳 風花の挑戦 〜コロナ世代の大学生〜」（2022年1月23日）[219]
- オンラインで“社会”を学ぶなら コロナで変わる小学校（2020年7月12日、NHK Eテレ）[220]
- 行くぞ!最果て!秘境×鉄道「アラスカ 氷河と大森林」（2020年9月17日、NHK総合）[221]
- いつもと違う夏 17音にのせて 〜俳句甲子園2020〜（2020年9月21日、NHK Eテレ） [222]
- スポーツ×ヒューマン（NHK BS1）
  - 「マラソンは、心で走る 陸上 服部勇馬」（2020年10月19日）[223]
  - 「殻をやぶるなら、いま フィギュアスケート 鍵山優真」（2021年4月19日）[224]
  - 「まっすぐ心と向き合って～フィギュアスケート・鍵山優真～」（2022年4月4日）[225]
  - 「父とともに歩む道 柔道 古賀颯人・玄暉」（2022年9月26日）
- 千鳥のスポーツ立志伝（2020年12月23日 - 2022年3月16日、NHK BS1）[226]
- 中国秘境 謎の民「天空チベット タンカ絵師の郷」（2021年3月6日、NHK BSプレミアム）[227]
- ザ・ノンフィクション（フジテレビ）
  - 「もう一度 お父さんに逢いたい 〜ホストの僕とフィリピンパブ嬢の母〜」（2020年2月16日）
  - 「夢と涙の六本木 2 ～ミレイとモモの上京物語～」（2021年5月23日）[228]
  - 「夜の街で輝きたくて… ～闘う女たちの見る夢～」（2022年5月22日）[229]
  - 「CEOになりたくて～ポンタの上京物語～」（2023年2月19日）[230]
- あの日、偶然そこにいて（2021年7月16日、NHK総合）[231]
  - 第2弾「海外から来たすごいモノ SP」 （2021年11月1日）
  - 第3弾「人生の大きな転換点（竹の子族リーダー引退/山一経営破綻）」（2022年7月29日）
  - 第4弾「“ヒルズ族”のジェットコースター人生」（2023年3月20日）
- ザ・ドキュメント「きっと届く、氷上で見た夢〜息子と母７年の軌跡〜」（2022年4月1日、関西テレビ）[232]
- NHKスペシャル「ヤングケアラー SOSなき若者の叫び」（2022年5月8日、NHK総合）[233]
- ザ・ヒューマン「バイクレーサー高杉奈緒子　“音のない世界”を走る」（2022年12月26日、NHK BS1）[234]
- 水の守人 京都 鴨川の源流 めぐる生命の物語（2023年6月3日、NHK BSプレミアム）

#### その他
- スタジオパークからこんにちは（2016年3月10日、NHK総合）[235]
- 平野レミの早わざレシピ（NHK総合）
  - 第2弾 お弁当家族に福きたる！（2016年5月2日）[236]
  - 第6弾 もてなし家族に福きたる！（2018年7月16日）[237]
- クローズアップ現代+「2018 新たな時代へ “君たちはどう生きるか” 」（2018年1月9日、NHK総合）[238]
- ごごナマ おしゃべり日和（2018年6月19日、NHK総合）[239]
- 消えた天才「五輪金メダリスト＆W杯日本代表が勝てなかった天才SP」（2018年11月4日、TBSテレビ）[240][241]
- 衝撃のアノ人に会ってみた!（2019年4月3日、日本テレビ） - シークレットゲスト[242]
- パン旅。
  - 「鎌倉・奥深いパンの世界にワクワク！」（2019年9月10日、NHK BSプレミアム）[243]
  - 「清澄白河 一点突破のマイワールド！」（2021年3月26日、BS4K / 5月14日、NHK BSプレミアム）[244]
- 知られざる「新聞記者」の魅力!「歪んだ波紋」放送直前スペシャル（2019年10月27日、NHK BSプレミアム） - 著者・塩田武士との対談[245]
- NHKスペシャル シリーズ 体感 首都直下地震「終わりの見えない被災」/「災害に耐える社会をつくる」（2019年12月7日 - 8日、NHK総合）[246][247]
- 徹子の部屋（2021年1月22日、テレビ朝日）[248]
- A-Studio+（2022年10月28日、TBSテレビ）[249]
- Google Pixel presents ANOTHER SKY「『魔女の宅急便』を撮った小豆島へ」（2022年11月11日、日本テレビ）[250]
- ぐるぐるナインティナイン「グルメチキンレース・ゴチになります!」（日本テレビ） - レギュラー
  - パート24（2023年1月19日 - 12月28日）[251][252]
  - パート25（2024年1月18日 - 12月26日）[252]
  - パート26（2025年1月16日 - )[253]
- 世界フィギュアスケート国別対抗戦2023「エキシビジョン」(2023年4月16日、テレビ朝日)[254]
- 全力応援！ あきない世傳 金と銀＆新BSスタート 1か月前スペシャル（2023年11月3日、NHK総合・BSプレミアム・BS4K）[255]
- 土スタ『あきない世傳(せいでん)金と銀』特集 （2023年12月2日、NHK総合）[256]
- あさイチ「プレミアムトーク 小芝風花」（2025年2月28日、NHK総合）[257]

### Web番組
- さまぁ～ずハウス（2018年、Amazonプライム・ビデオ）#16「紙芝居」- 阿部美紀 役[258][259]

### 音声ガイド
- 「ドレスデン国立古典絵画館所蔵 フェルメールと17世紀オランダ絵画展」展覧会ナビゲーター（2022年2月10日 - 4月3日、東京都美術館／4月22日 - 6月26日、北海道立近代美術館／7月16日 - 9月25日、大阪市立美術館）[260]

## 広告などへの起用

### CM
- 三井住友カード「SMBCモビット」シリーズ（2019年7月22日 - ）[261][262]
- 井田ラボラトリーズ「CANMAKE」シリーズ（2020年1月1日 - ）[263]
- 日本アルコン
  - 「プレシジョン ワン」シリーズ（2021年11月22日 - ）[264]
  - 「トータル ワン」（2025年3月 - ）[265]
- 山崎製パン「ランチパック」シリーズ（2022年1月1日 - ）[266][267]
- 田辺三菱製薬「フルコートｆ」シリーズ（2023年5月12日 - ）[268]
- 日清オイリオグループ
  - 「日清MCTオイル」シリーズ（2023年6月27日 - ）[269][270]
  - 「日清やみつきオイル」（2024年5月17日 - ）[271]
  - 「日清アマニ油」（2024年5月24日 - ）[272]
  - 「日清ヘルシークリア」（2024年6月28日 - ）[273]
- シーシーアイ 企業CMシリーズ（2023年8月1日 - ）[274]
- NTTソルマーレ「コミックシーモア」シリーズ（2024年8月1日 - ）[275]
- カカクコム「食べログ」20周年記念CM「ごはんいこー！」篇（2025年3月24日 - ）[276]
- キリンビール「一番搾り ホワイトビール」（2025年4月15日 - ）[277]

#### 終了したCM
- イオン「G.G（グランド・ジェネレーション）」（2012年4月 - ）[278]
- SoftBank「ホワイト学割 with 家族2013」（2013年2月 - ）[279]
- ガシー・レンカー・ジャパン「プロアクティブ」（2013年10月 - ）[280]
- ダイドードリンコ「miu」シリーズ（2014年3月 - ）[281][282]
- JAグループ秋田・JA全農あきた「あきたこまち」シリーズ（2016年9月 - ）[283]
- ByteDance「TikTok」シリーズ（2018年11月 - ）[284][285]
- タイトー「タイトーオンラインクレーン」シリーズ（2021年8月7日 - ）[286]
- Rivergame「トップウォー」シリーズ（2021年12月25日 - ）[287]
- 楽天市場「Rakuten Fashion THE SALE」シリーズ（2021年12月29日 - ）[288][289]
- 大成株式会社 企業CMシリーズ（2021年11月1日 - ）[290][291]
- 日本コカ・コーラ
  - 「やかんの麦茶」シリーズ（2021年4月26日 - ）[292][293]
  - 「紅茶花伝」シリーズ（2021年10月12日 - ）[294][295][296][297]

#### WEB CM
- リクルート「じゃらん」
  - ふたりは今日もじゃらンデブー シリーズ（2020年3月9日 - ）[298]
- 三井住友カード「SMBCモビット」[262]
  - 「Tポイント」篇シリーズ他（2021年1月27日 - ）
  - 「貞子コラボダンス」（2022年10月13日 - ）
- 井田ラボラトリーズ「CANMAKE」シリーズ（2019年12月20日 - ）
- 日本コカ・コーラ 「やかんの麦茶」シリーズ（2021年4月26日 - ）
- Rivergame「トップウォー」シリーズ（2021年12月25日 - ）[299]
- 山崎製パン「ランチパック」シリーズ（2021年12月24日 - ）[300]
- 田辺三菱製薬「フルコートｆ」シリーズ（2023年5月18日 - ）[301]
- NTTソルマーレ「コミックシーモア」（2024年7月30日 - ）[275]

### PV
- 倉木麻衣 「Wake me up」（2014年2月26日）[302]

### その他
- 七五三広報大使（2012年、日枝神社）[303]
- コピーライター養成講座イメージキャラクター（2013年、宣伝会議）[304]
  - 第52回宣伝会議賞イメージガール（2014年）[305]
- 「きものクイーンコンテスト2014」スペシャルサポーター（20142月15日、ハクビ京都きもの学院）[306]
- 渋谷消防署一日消防署長（2014年3月6日、東京消防庁）[307]
- センバツ応援イメージキャラクター（2014年、第86回選抜高等学校野球大会）[308]
  - 特集サイト「センバツLIVE！」32校紹介動画ナレーション（2021年、第93回選抜高等学校野球大会）[309]
- みかん広報委員（2014年10月30日 - 、日本くだもの農協 全国柑橘消費拡大協議会）[310][311][312][313][314]
- 西堺警察署一日警察署長（2015年12月1日、大阪府警察）[315]
- 「選挙権年齢が18歳以上に。in シンポジウム supported by SCHOOL OF LOCK!」（2015年12月5日、総務省）[316]
  - 「第49回衆議院議員総選挙における選挙啓発」イメージキャラクター（2021年10月）[317]
- 「あさがくナビ（朝日学情ナビ）」イメージキャラクター（2017年3月1日 - 、株式会社学情）[318]
- 「CANMAKE」イメージモデル（2019年12月23日 - 、井田ラボラトリーズ）[319]
- 「堺市成人式動画」(2021年1月11日・2022年1月10日、大阪府堺市)
- 「美容室 TAYA」イメージキャラクター（2022年度、株式会社田谷）[320][321]
- 「はたらきかたススメ」働き方改革コンダクター（2023年6月28日 - 2024年3月31日、厚生労働省・国土交通省）[322]
- 「いしかわ百万石文化祭2023 100日前プレイベント」トークショー（2023年7月8日、石川県）[323][324]
- 2024年版和装カレンダー（伊藤忠商事）[325]
- 「プラチナ・ウーマン」ブランドアンバサダー（2023年11月1日 - 、プラチナ・ギルド・インターナショナル株式会社／4℃、ヴァンドーム青山、GINZA TANAKA、ポンテヴェキオ）[326]
- 「コンタクトレンズポートフォリオ」ブランドアンバサダー（2025年3月 - 、日本アルコン）[265]。

## 書籍

### 連載
- 小芝のこばなし（2019年5月30日 - 、デイリースポーツ） - 毎月最終木曜日掲載。

### 写真集
- 風の名前（2016年3月15日、ワニブックス、撮影：橋本雅司、ISBN 978-4-8470-4811-1）
- F（2019年1月27日、ワニブックス、撮影：中山雅文、ISBN 978-4-8470-8182-8）

#### デジタル写真集
- F ～ another edition ～ (2020年12月24日、ワニブックス、撮影：中山雅文)

### フォトブック
- 魔女の宅急便 魔女レシピ 〜キキになれるかな〜（2014年2月7日、角川書店、ISBN 978-4-04-110709-6）

### カレンダー
- 小芝風花 2015年版カレンダー（2014年11月05日、ハゴロモ）
- 小芝風花 2017年版カレンダー（2016年11月19日、ハゴロモ）
- 小芝風花 2019年版カレンダー（2018年11月02日、トライエックス）

### カバーモデル
- こはるごと。 甘い、ニガイ、ひみつ（2014年5月23日、集英社ピンキー文庫、ISBN 978-4-08-660116-0）
- こはるごと。 好き、キライ、だいすき。（2014年6月25日、集英社ピンキー文庫、ISBN 978-4-08-660118-4）